# نادر مقدس
نادر مقدس (زاده ۱۳۳۷ - آمل) کارگردان، فیلم‌نامه‌نویس، طراح و تهیه‌کننده ایرانی است.
وی فعالیت هنری خود را از دوران نوجوانی آغاز کرد و به کانون پرورش فکری کودکان و نوجوانان راه یافت و به تدریس در زمینه موسیقی پرداخت و فعالیت فیلمسازی خود را از همین مرکز آغاز و سال‌ها بعد موفق به ساخت چندین فیلم کوتاه ۱۶و ۳۵ میلیمتری از جمله کوره‌های آتش شد.

## کارگردان

### فیلم
- شاه‌ماهی (۱۳۹۸)
- پرونده‌ای برای سارا (۱۳۹۳)
- ارتباط خانوادگی - فیلم تلویزیونی (۱۳۸۸)
- ایستگاه بهشت (۱۳۸۵)
- رؤیای جوانی (۱۳۸۱)
- شور عشق (۱۳۷۹)
- دشت ارغوانی (۱۳۷۳)

### سریال
- دومین انفجار (۱۳۷۵)
- تنگنا (۱۳۷۸)
- دوباره زندگی (۱۳۸۳)
- راز ققنوس (۱۳۸۴)

## نویسنده
- ایستگاه بهشت (۱۳۸۵)
- رؤیای جوانی (۱۳۸۱)
- شور عشق (۱۳۷۹)
- دشت ارغوانی (۱۳۷۳)
- آواز تهران (۱۳۷۰)

## تهیه‌کننده
- ارتباط خانوادگی (۱۳۸۸)
- ایستگاه بهشت (۱۳۸۵)
- پایان راه (۱۳۸۵)
- رؤیای جوانی (۱۳۸۱)
- دشت ارغوانی (۱۳۷۳)

## بازیگر
- نجات یافتگان (۱۳۷۴)